# Walter-Kolb-Stiftung
Die Walter-Kolb-Stiftung e.V. ist ein gemeinnütziger Verein, der zum Andenken des am 20. September 1956 im Amt verstorbenen ersten nach dem Zweiten Weltkrieg gewählten Oberbürgermeisters von Frankfurt am Main, Walter Kolb, 1959 gegründet wurde.

## Gründung
Gründer des Vereins waren am 29. Januar 1959 die vier damals jungen Stadtverordneten Friedrich Franz Sackenheim, Brigitte Freyh, Emil Bernt und Reinhard Brunk. Ab 1959 war Brigitte Freyh Geschäftsführerin der Walter-Kolb-Stiftung.

## Aufgaben
Der Verein widmete sich zunächst der Förderung des Zweiten Bildungsweges durch die Vergabe von Stipendien um jungen Berufstätigen ohne Abitur zu helfen, die Hochschulreife insbesondere auf dem Hessenkolleg Frankfurt zu erwerben. Im Laufe der Jahre wurden über 1.600 Personen auf diesem Wege unterstützt.
1987 erweiterte der damalige Schuldezernent der Stadt Frankfurt am Main und Vorstandsvorsitzende der Walter-Kolb-Stiftung Bernhard Mihm, gemeinsam mit Dorothee Vorbeck, damals Staatssekretärin im hessischen Kultusministerium, die Aufgabe um kostenlose Bildungsberatung. Inzwischen wirkt der Verein vor allem in der Beratung für Weiterbildungen. Die 1987 gegründete Beratungsstelle für Weiterbildung Rhein-Main ist eine der ältesten ihrer Art in Deutschland. Sie berät politisch und konfessionell neutral, unabhängig von Bildungsträgern, vertraulich und kostenlos in Fragen der beruflichen wie der allgemeinen Weiterbildung.
Neben einer Orientierungsberatung zur Entscheidung für eine Weiterbildung werden auch Fragen zu Weiterbildungsangeboten, zu Zulassungsvoraussetzungen und zur Finanzierung durch Versand von individuell zusammengestellten Informationsmaterialien beantwortet.
Der Beratungsstelle trägt das Qualitätssiegel „Geprüfte Einrichtung für Bildungsberatung“ (Weiterbildung Hessen e.V.).
2017 wurde der Verein um das Kompetenzzentrum für berufliche Integration und Nachqualifizierung erweitert. Dessen Zielgruppen sind sowohl Menschen mit Flucht- als auch Migrationshintergrund oder auch Unternehmen, die auf der Suche nach neuem Fachpersonal sind. Das Ziel ist die nachhaltige Integration in den Arbeitsmarkt durch individuelle Unterstützung bei der Orientierung auf dem deutschen Arbeitsmarkt, fachbezogener und zielgerichteter Anerkennung, Weiterbildung oder auch Nachqualifizierung. Die Unternehmen sollen dabei unterstützt werden, berufliche Integration erfolgreich durchführen zu können.

## Vorstand und Finanzierung
Dem Vorstand des Vereins gehören bzw. gehörten u. a. Stadträtin Sylvia Weber, Staatssekretär a. D. Hans Joachim Suchan, ehemalige Stadträtin Daniela Birkenfeld, ehemaliger Bürgermeister und Stadtkämmerer Uwe Becker, Stadtverordnetenvorsteher Stephan Siegler, Bürgermeisterin Nargess Eskandari-Grünberg sowie Stadtverordneter Eugen Emmerling an. Finanziert wird die Arbeit der Stiftung überwiegend von der Stadt Frankfurt am Main.